# سانتا ماريا ديلا كونسيزيوني دي كابوتشيني
سانتا ماريا ديلا كونسيتسيوني دي كابوتشيني (وتعني: القديسة مريم للحبل بلا دنس للرهبان الكبوشيين) هي كنيسة كاثوليكية رومانية تقع في فيا فيتوريو فينيتو، رقم 27، شمال ساحة بربريني في روما، إيطاليا. وهي أول كنيسة رومانية تُكرَّس للحبل بلا دنس.

## تاريخ
صُمِّمت الكنيسة على يد المعماري فيليتشي أنطونيو كازوني (1559–1634) والمعماري ميكيلي دا بيرغامو (؟–1641). بارك البابا أوربان الثامن حجرها الأساس في 4 أكتوبر 1626، وبعد ذلك شرع شقيقه الكبوشي الكاردينال أنطونيو مارسيلو باربيريني في بنائها. أُقيمت أول قداس فيها في 8 سبتمبر 1630، واكتمل بناؤها عام 1631. تتألف من صحن صغير وعشر كنائس جانبية.

## بنيان

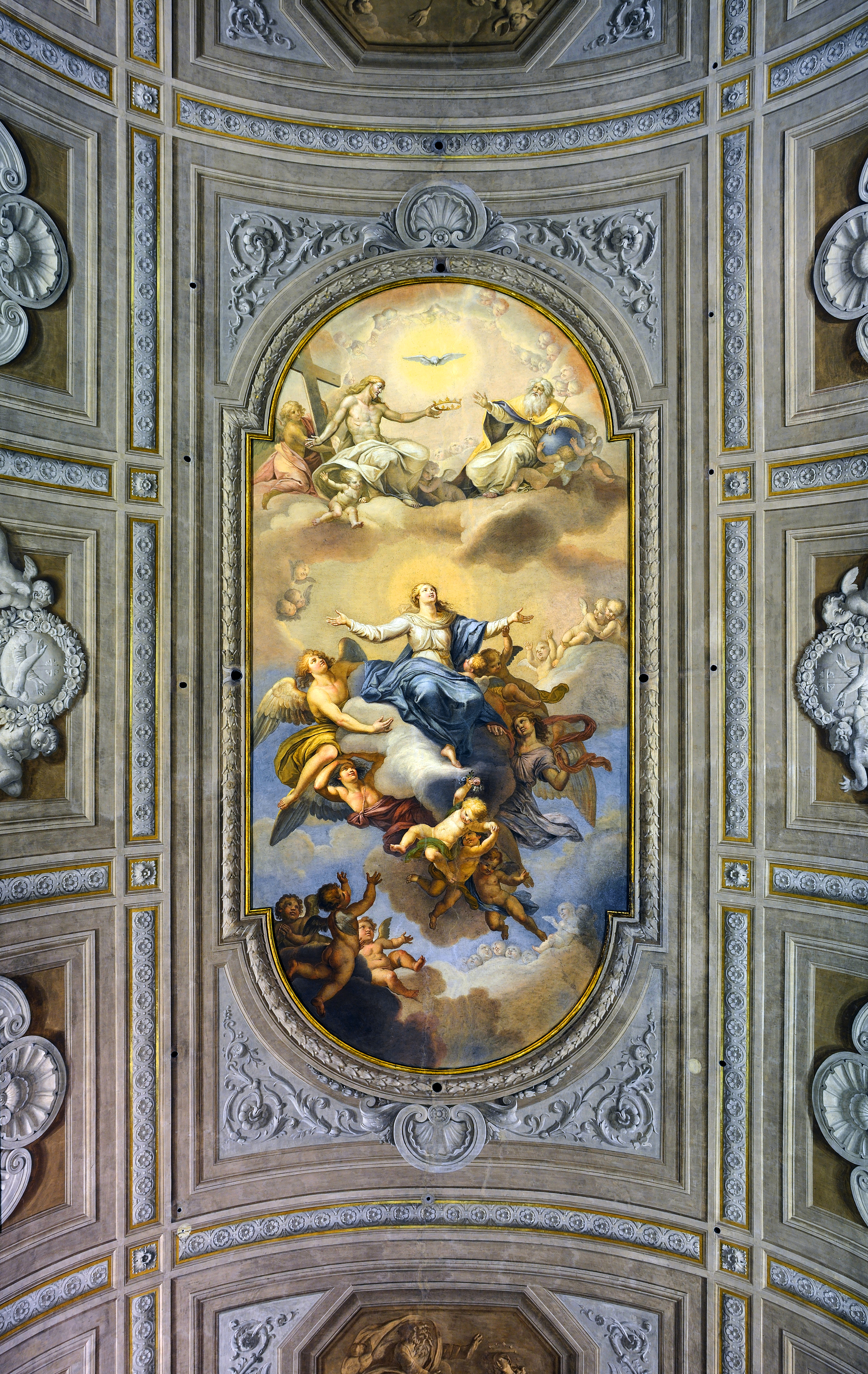
سقف "صعود مريم"، ليبوريو كوكيتي

يُدخل إلى الكنيسة عبر درج مزدوج، تعلوه الواجهة المبنية من الطوب والمزينة بأعمدة جانبية حجرية بيضاء. يحتوي الداخل على صحن واحد تتوزع على جانبيه خمس كنائس صغيرة من كل جانب.وقد رسم ليبورتو كوكيتّي لوحة "الانتقال" على سقف القبو الأسطواني.

شُيّد المذبح الرئيسي من الرخام بأمر من البابا أوربان الثامن، ويمكن رؤية شعاره في قاعدة العمودين. أما لوحة المذبح، "الحبل بلا دنس"، فهي من أعمال جوياكّينو بومبيلي، مقتبسة عن العمل الأصلي للفنان لانفرانكو الذي دُمّر في حريق.

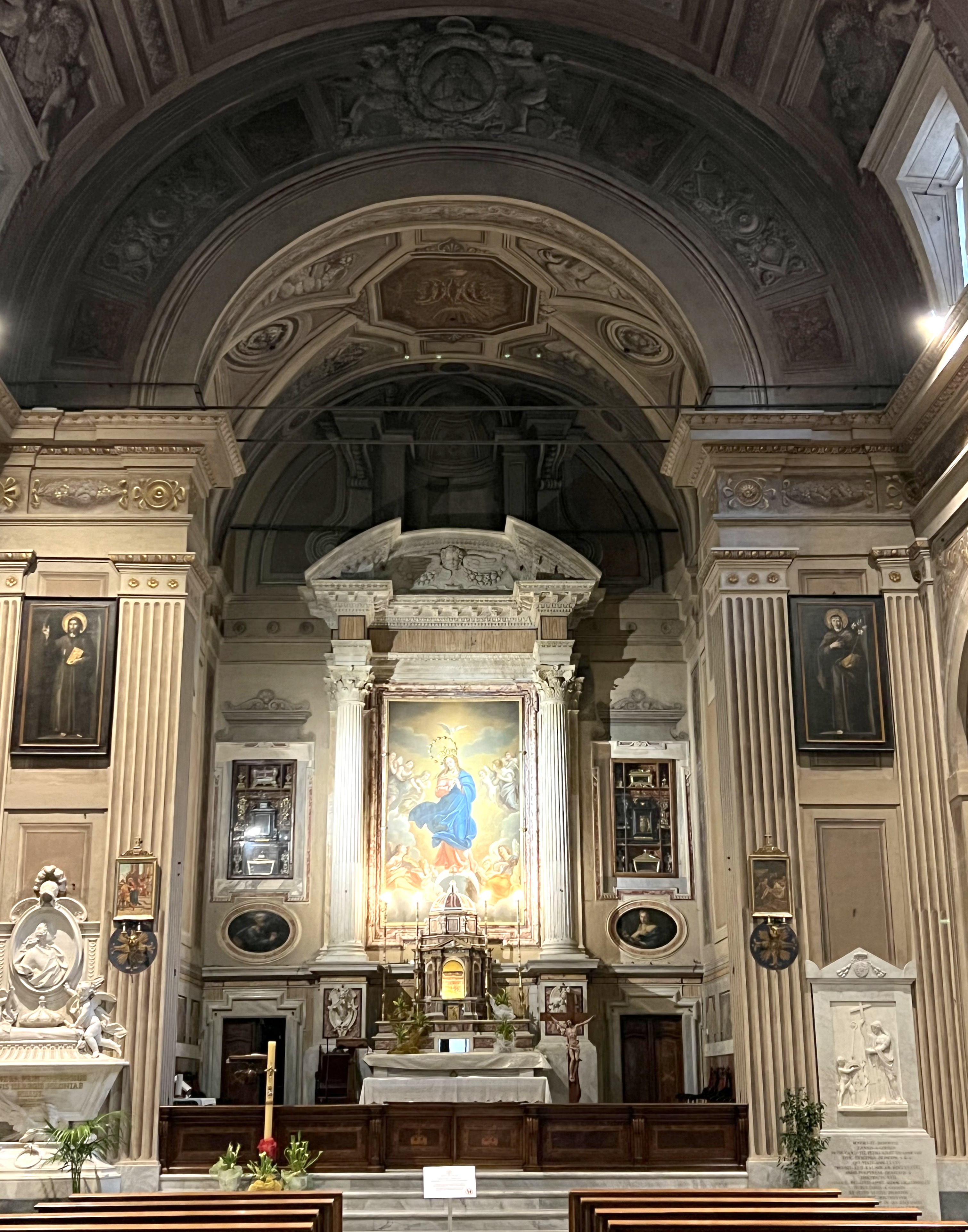
المذبح العالي
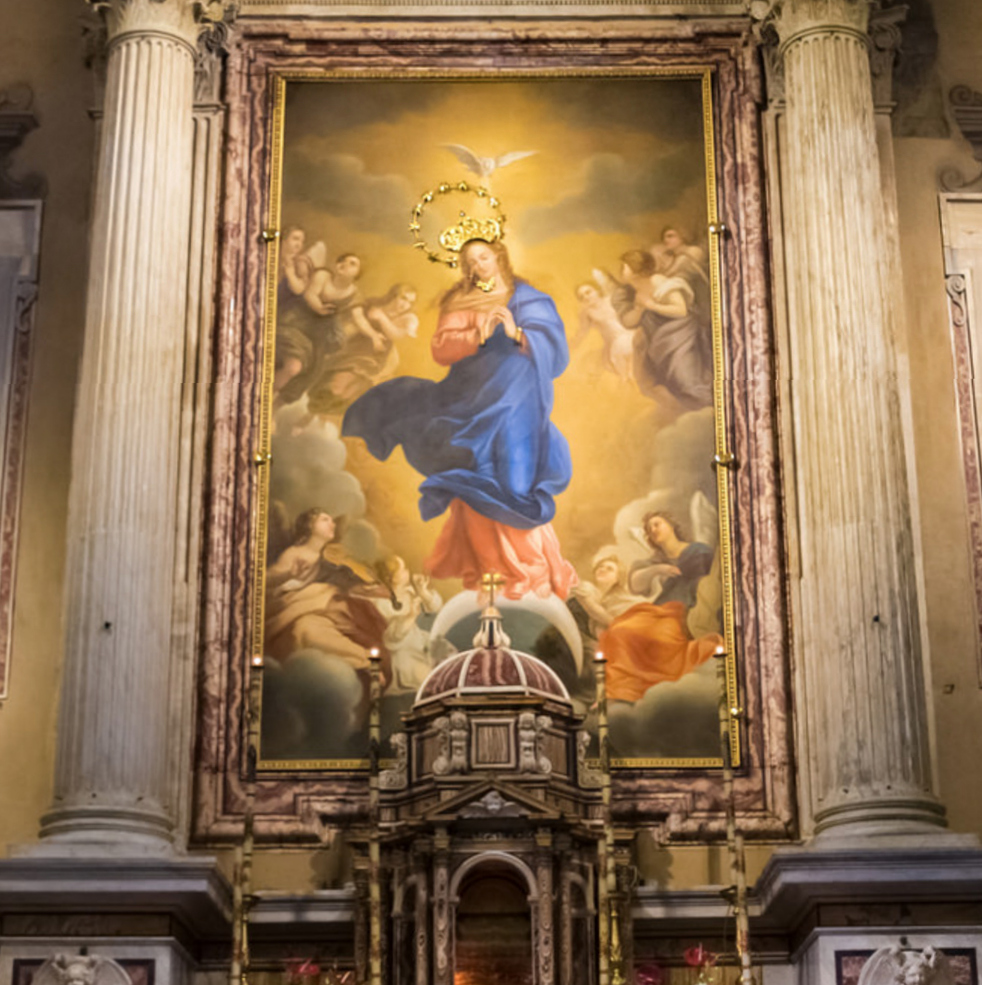
الحبل بلا دنس (1814) بقلم بومبيلي

## الكنائس

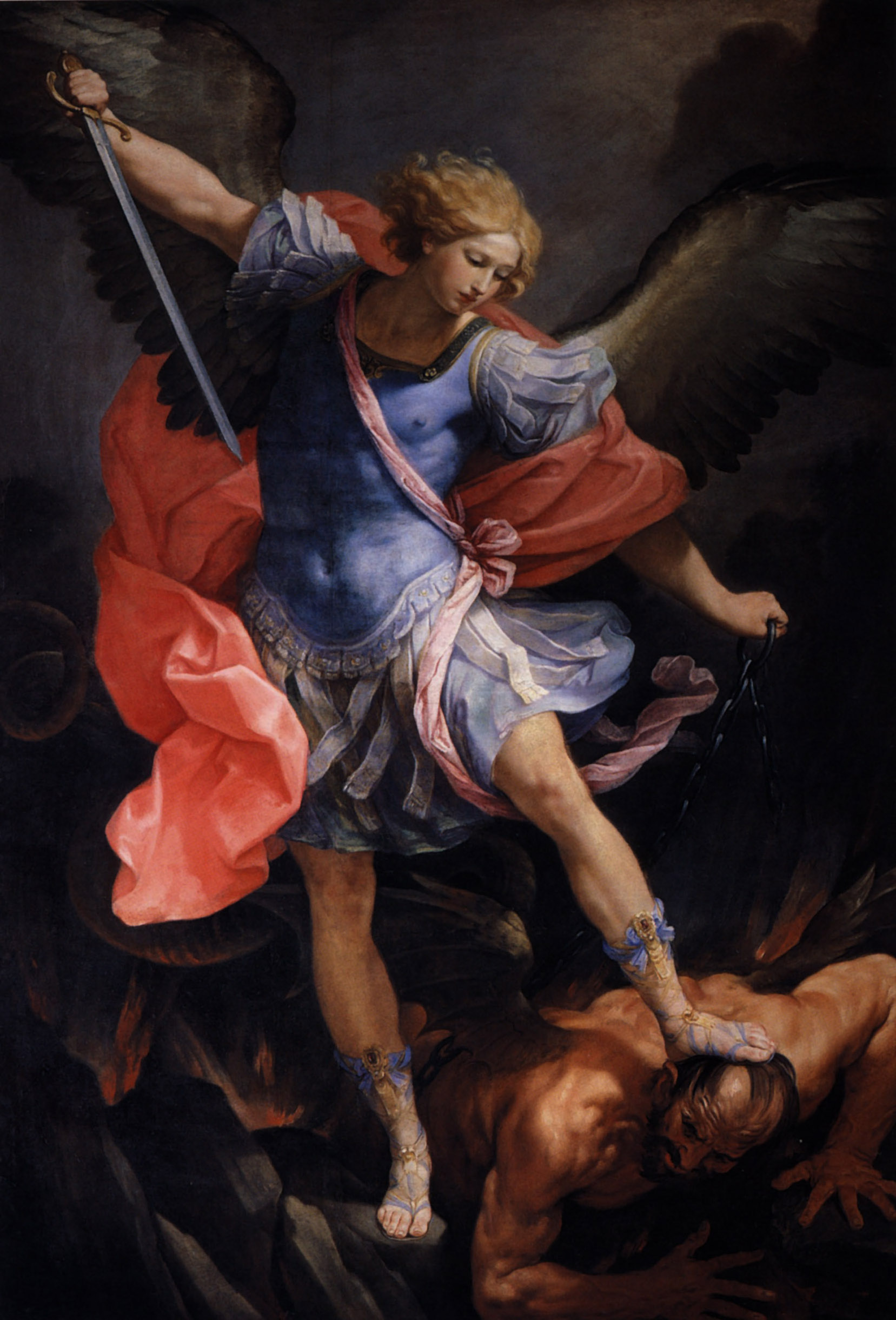
ميخائيل رئيس الملائكة يهزم الشيطان (1635) بقلم جويدو ريني

تحتوي أول كنيسة جانبية على اليمين على لوحة درامية للمذبح بعنوان "رئيس الملائكة ميخائيل يهزم الشيطان" (حوالي 1635) من عمل غويدو ريني، بالإضافة إلى لوحة "السيد المسيح موضع السخرية" للفنان جيرارد فان هونتهورست. كانت من بين أهم وأعرق عائلات روما عائلتا باربيريني وبامفيلي المتنافستان. في عام 1630، كلّف أنطونيو باربيريني الفنان ريني برسم لوحة لرئيس الملائكة ميخائيل من أجل كنيسة الكبوشيين. ووفقاً للأسطورة، كان ريني قد سمع أن الكاردينال جيوفاني باتيستا بامفيلي قد شهّر به أو أساء إلى سمعته بطريقة ما. وعندما اكتملت اللوحة عام 1636، انتشرت قصة تقول إن ريني صوّر الشيطان — المسحوق تحت قدم القديس ميخائيل — بملامح وجه الكاردينال بامفيلي، انتقاماً منه على تلك الإساءة. 

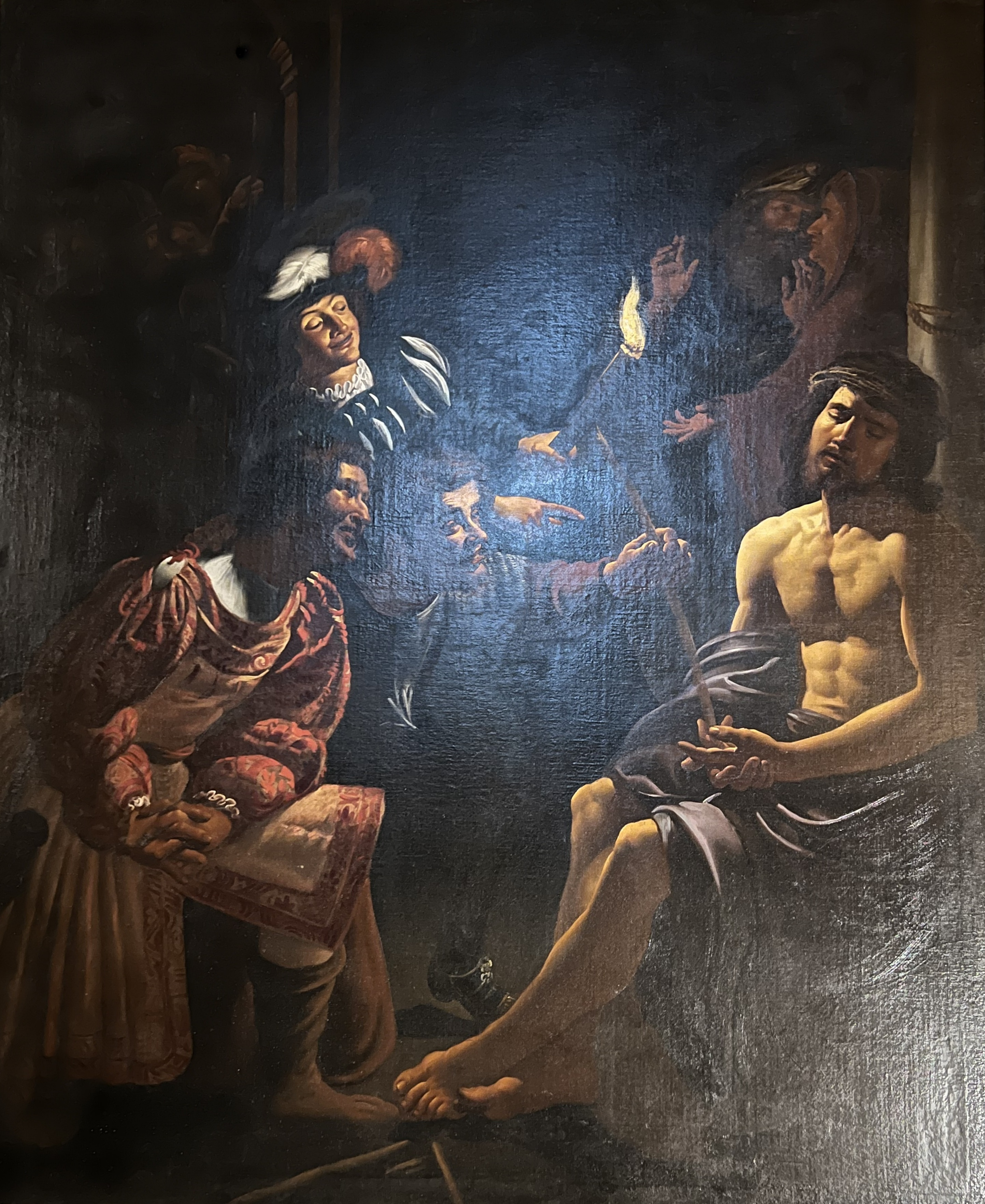
يسوع المسيح يُسخر منه (١٦٠٠) بقلم جيرارد فان هونثورست
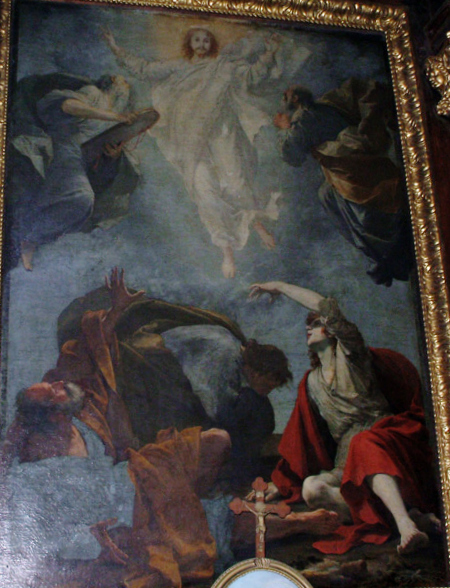
التجلي (١٦٠٠) بقلم ماريو بالاسي
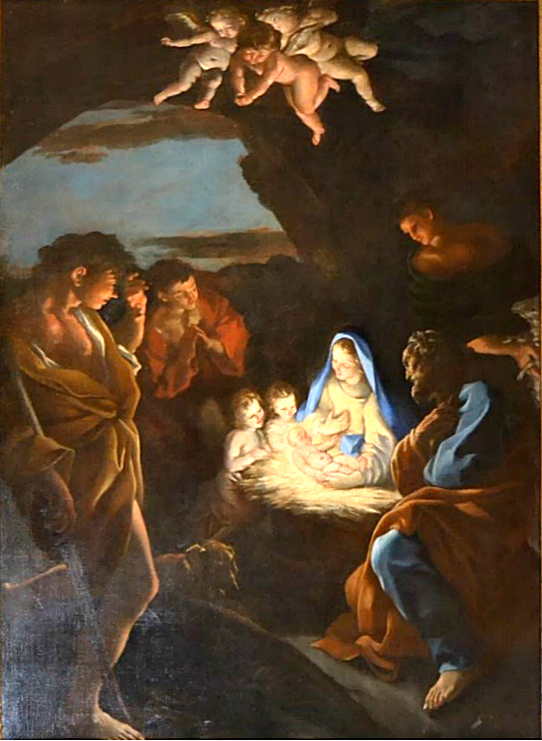
الميلاد (1632) لجيوفاني لانفرانكو
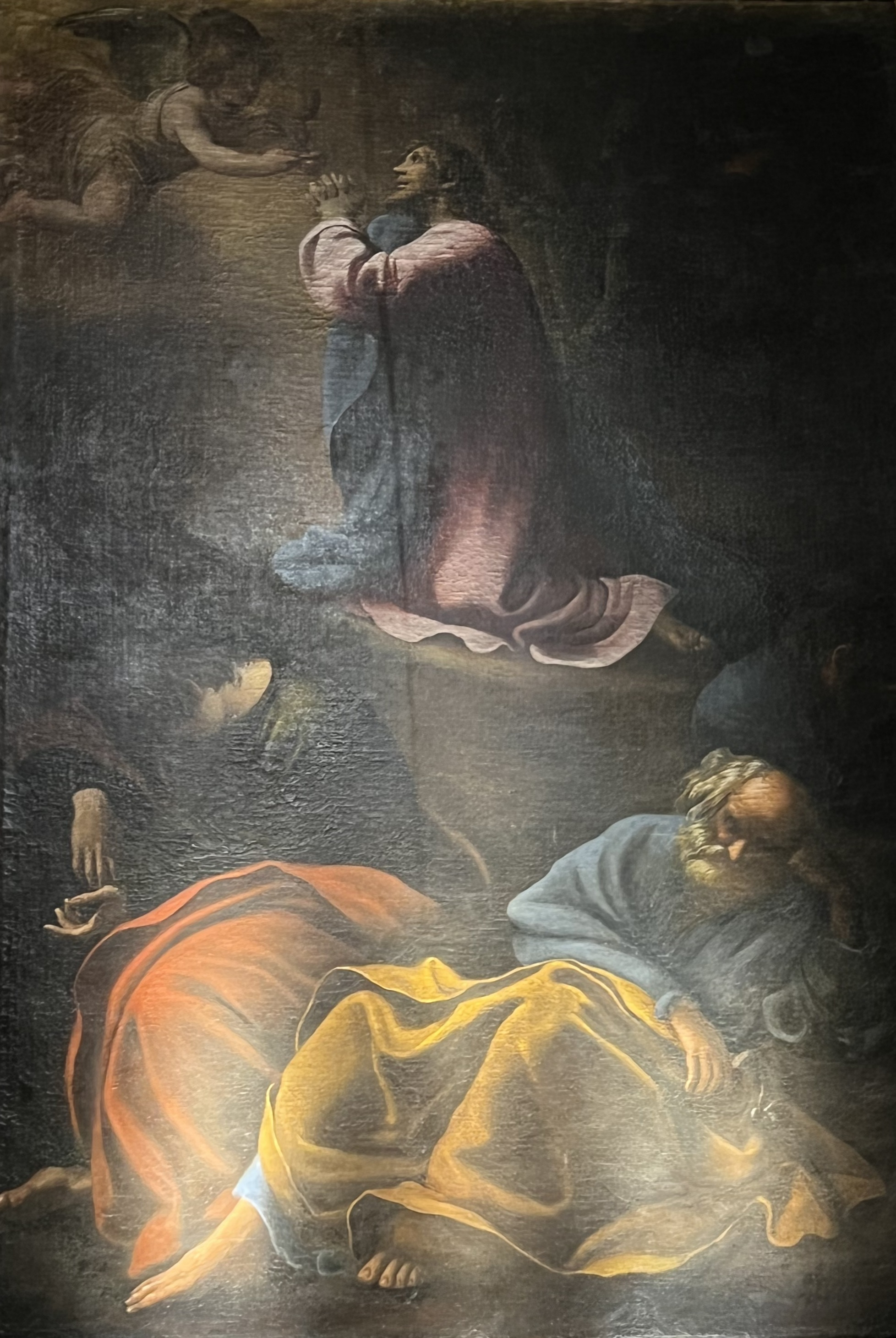
الجسمانية (1632) بواسطة باتشيو سياربي
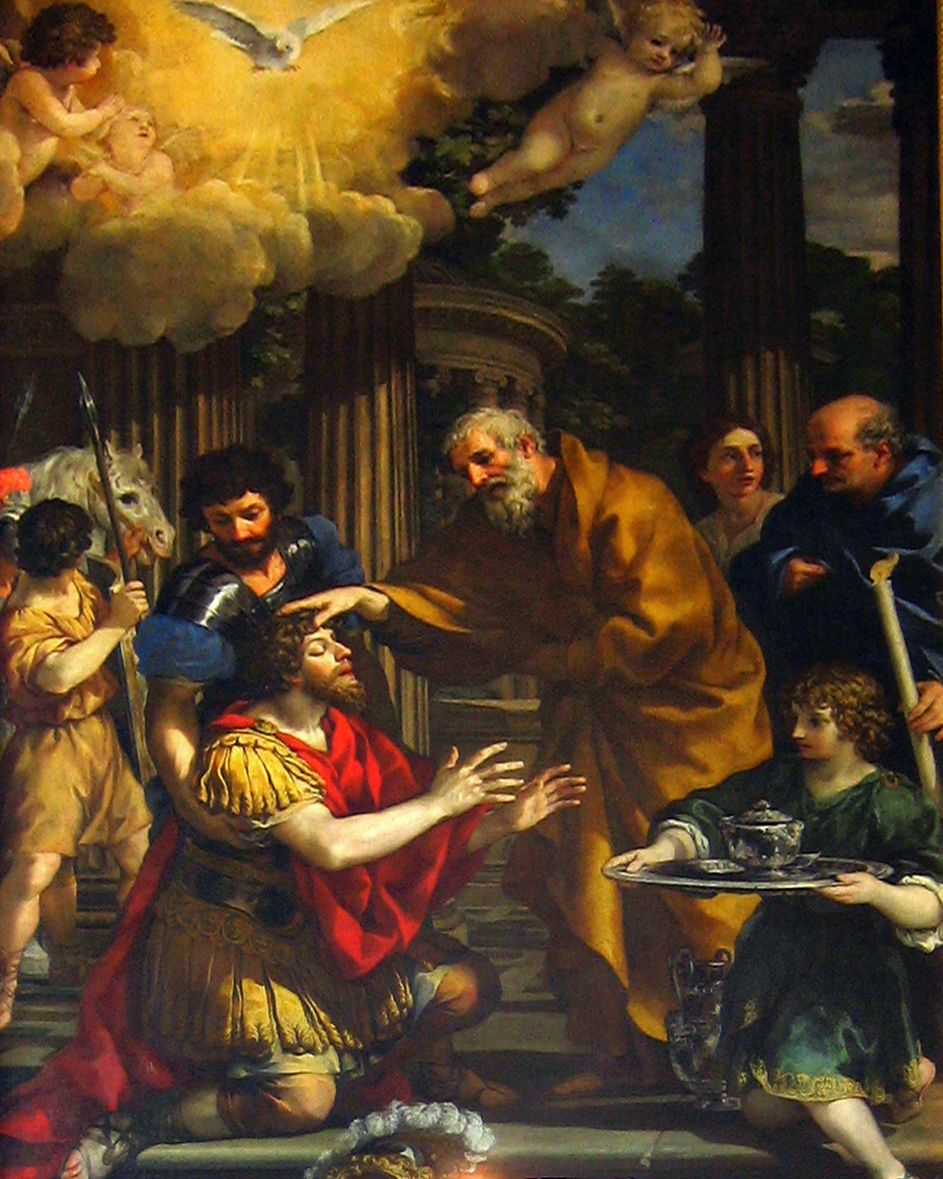
حنانيا يشفي عمى بولس (1631) بقلم بييترو دا كورتونا
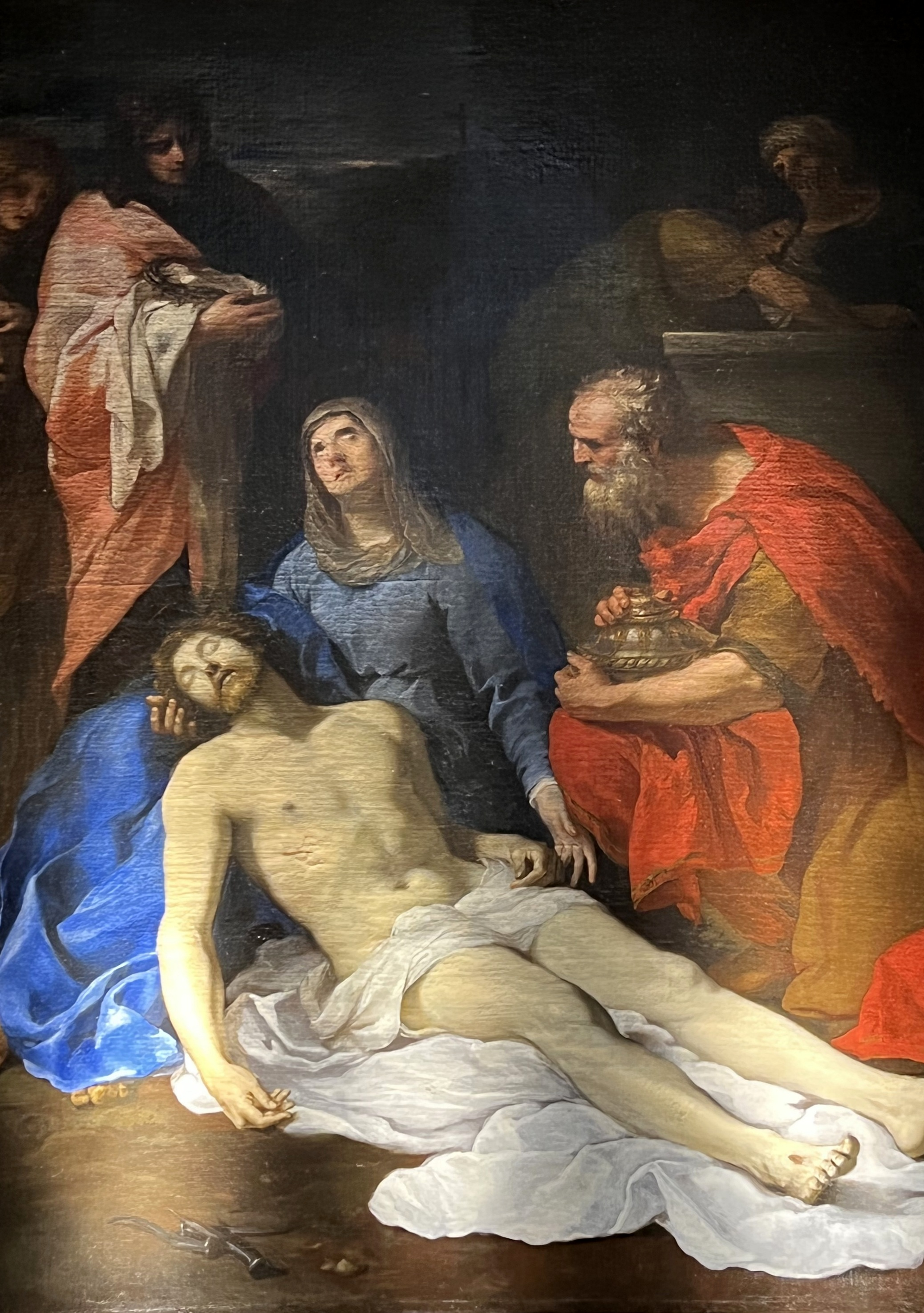
لا بيتا (الترسيب) (1600) بقلم أندريا كاماسي

## الدفن
- القديس فيليكس من كانتاليس
- كريسبين من فيتربو ،
- الكاردينال أنطونيو مارسيلو باربريني [4]
- يقع هنا تمثال ألكسندر بينيديكت سوبياسكي (نحته كاميلو روسكوني ). [6]
- ماريانو دا تورينو، (†1972) مقدم برامج تلفزيونية كبوشية [6]

## سرداب

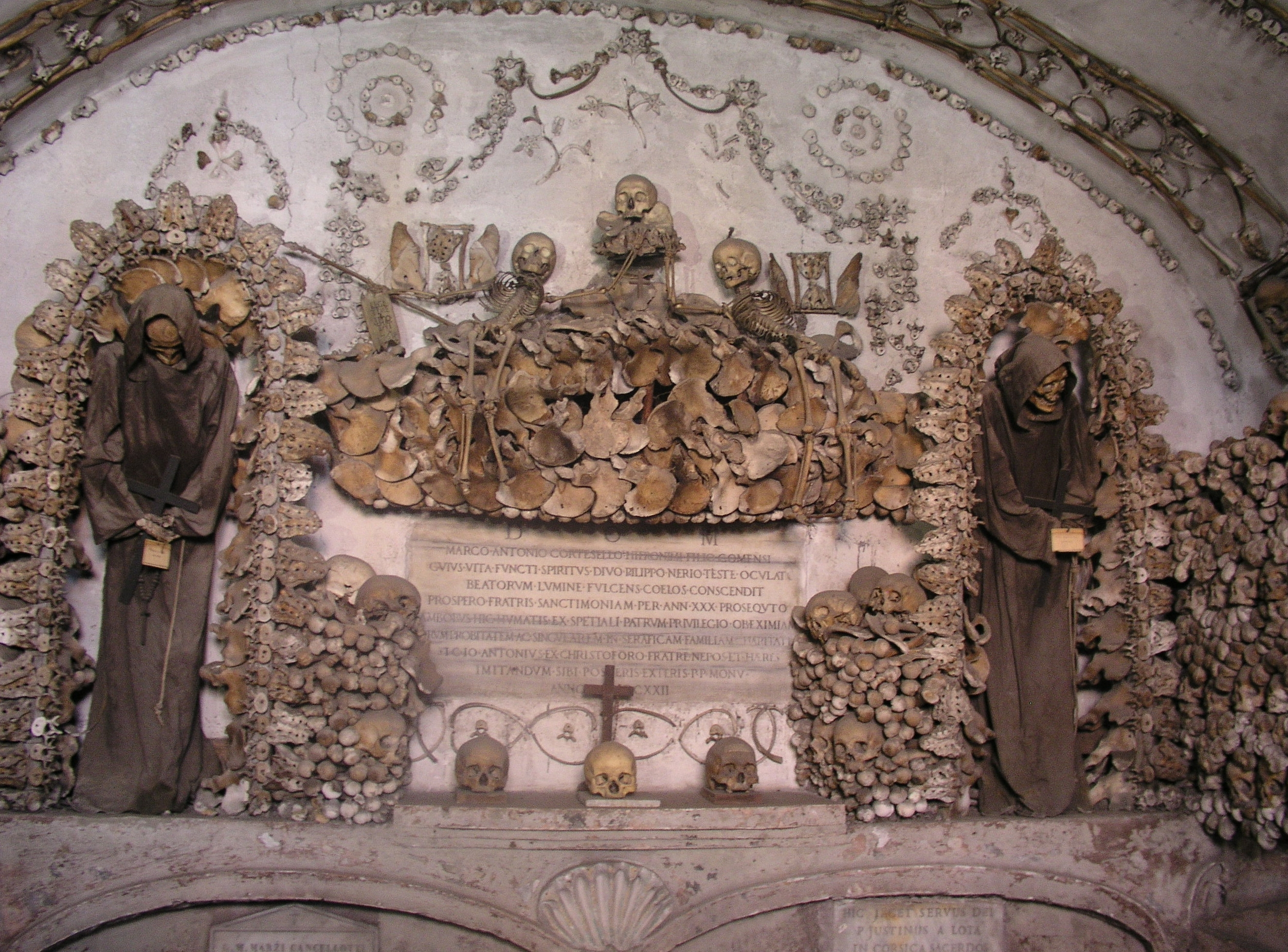
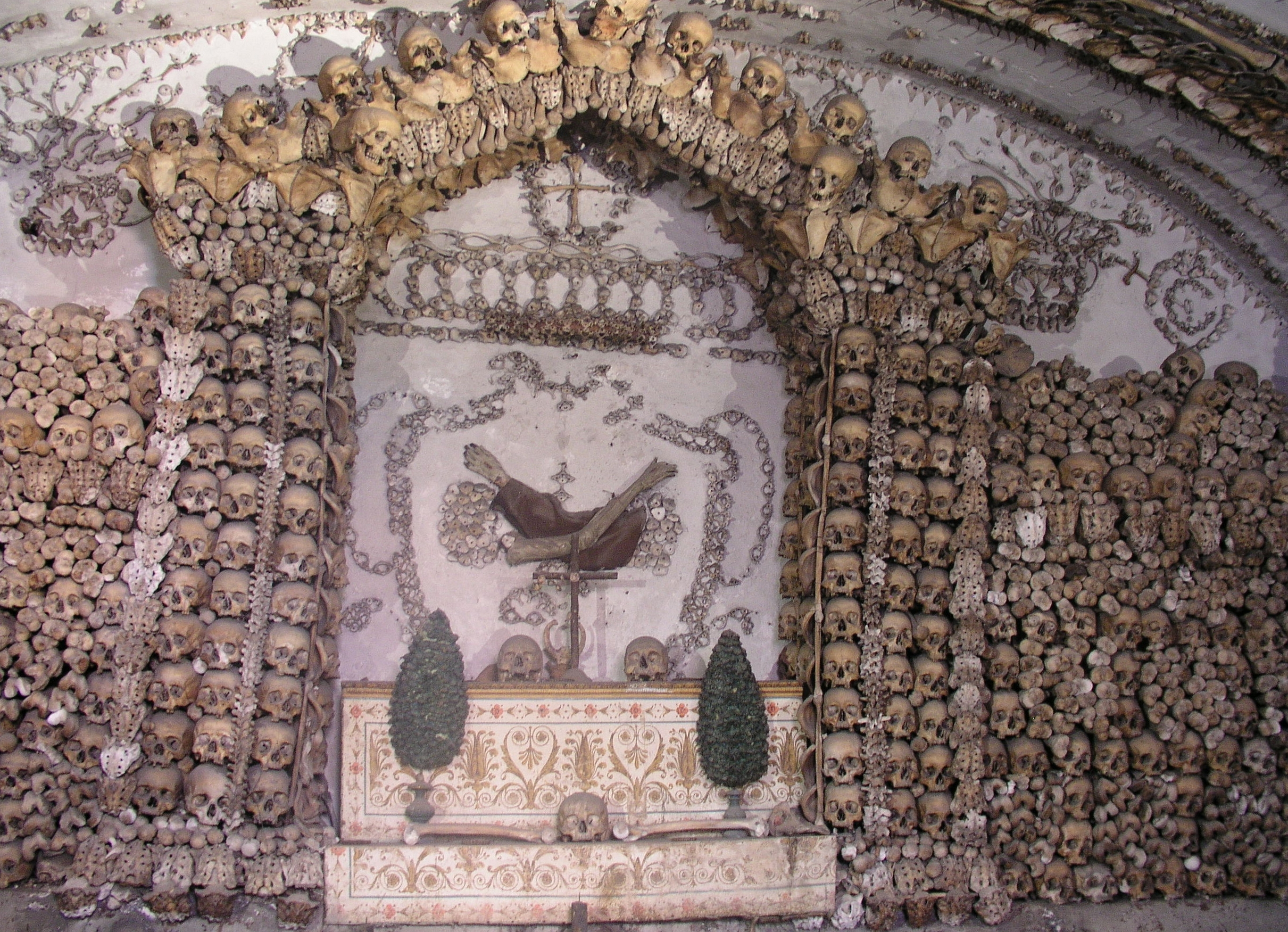
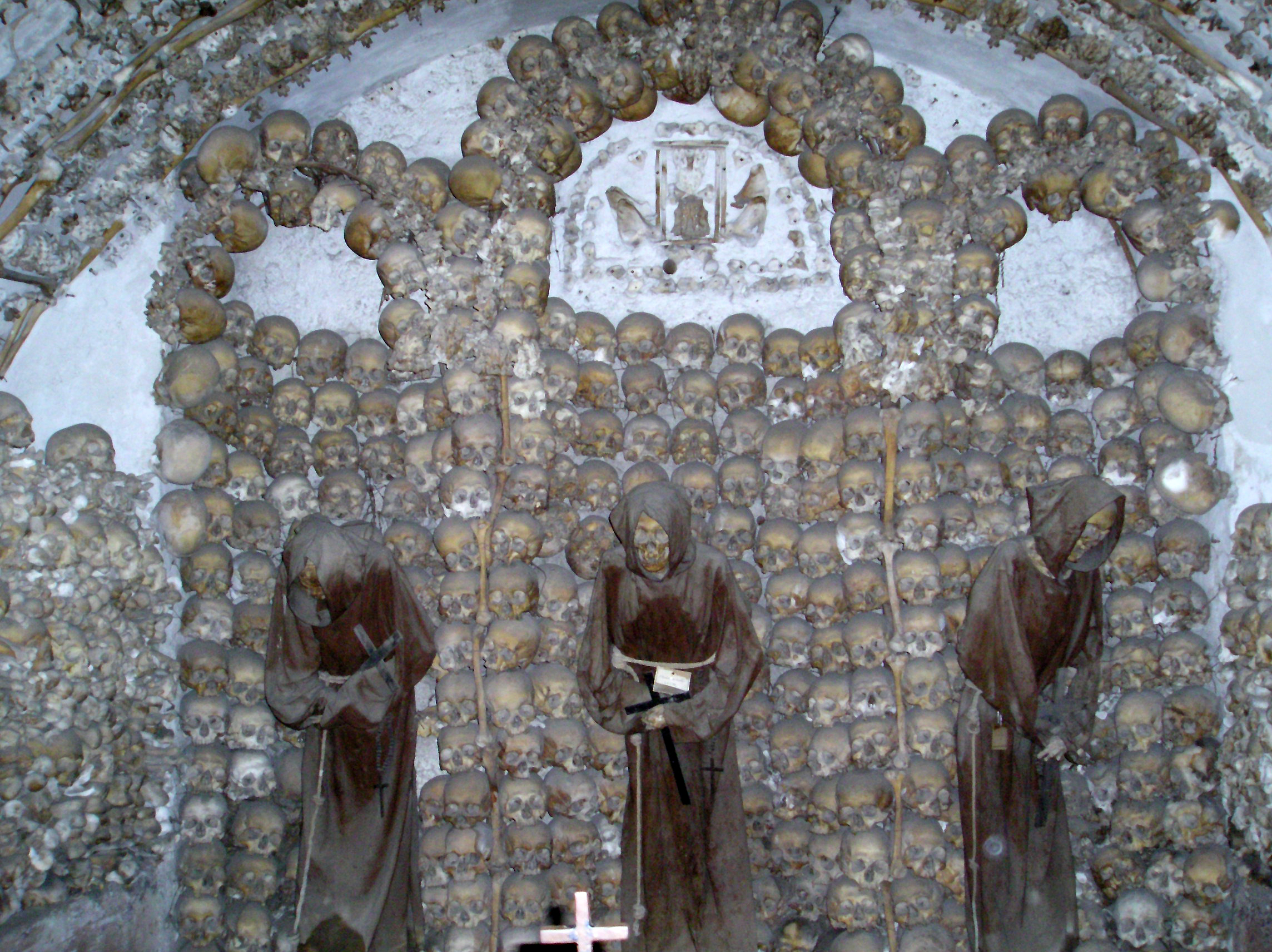
كنيسة المستودع العظمي الأمامية الثانية
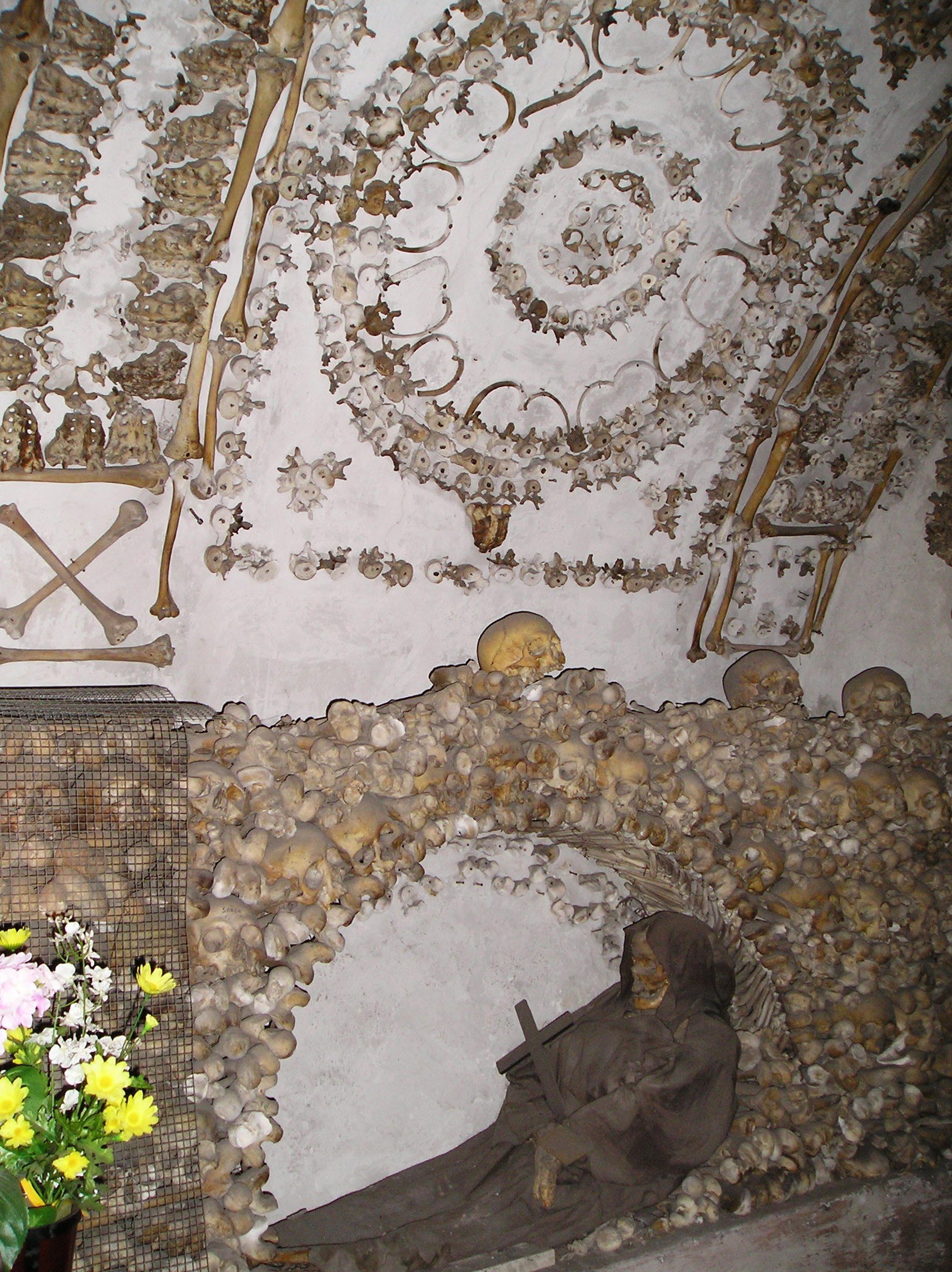
كنيسة جانبية ثانية للعظام

## روابط خارجية
- الموقع الرسمي